# Grisemosehøj
Der Dolmen Grisemosehøj liegt in Ferritslev auf der Insel Fünen in Dänemark. Er befindet sich auf einer Wiese zwischen Häusern an einem Hang und neben einem Bach in einem 30 × 13 m messenden Hünenbett. Das Vorzeitdenkmal ist eine Megalithanlage der Trichterbecherkultur (TBK), die zwischen 3500 und 2800 v. Chr. entstand.
Mehr als 20 Randsteine der Einfassung, von denen einige eine beträchtliche Größe haben, sind erhalten. Die Anlage entging knapp der Zerstörung, denn zwei große Steine wurden gesprengt, aber nicht entfernt. Grisemosehøj gehörte zu den in den Jahren 1807 bis 1811, also sehr früh, unter Schutz gestellten Megalithanlagen. Die Kammer, die wahrscheinlich zum Typ Polygonaldolmen gehört, hat einen großen Deckstein und vier erhalten Tragsteine, von denen einer sehr schräg steht und mindestens einer fehlt. Der Gang ist ebenfalls nicht erhalten. 